# كلية الصحة العامة بجامعة لوما ليندا، قسم التغذية
كلية الصحة العامة بجامعة لوما ليندا، قسم التغذية إدارة التغذية هي واحدة من ستة أقسام في كلية الصحة العامة. وفي حين كانت التغذية دائما جزءًا من المناهج الدراسية في الجامعة، فقد بدأ القسم عندما بدأت كلية الصحة العامة في عام 1963.

## دراسات المكسرات
تتميز إدارة التغذية بأبحاثها البارزة حول خصائص الصحة والتغذية للمكسرات. اكتشفت رئيسة القسم الدكتورة جوان ساباتي الصلة بين استهلاك الجوز والحماية من خطر الإصابة بأمراض القلب والأوعية الدموية. نُشرت نتائج بحثه في عام 1993 في مجلة نيو إنغلاند الطبية. في عام 2010، تم نشر نتائج تحليل مجمع لـ 25 تجربة تدخل مع المكسرات، جمعها الدكتور ساباتي، من قبل أرشيف الطب الباطني. هذا وأكد البحث الأصلي، وثبت أن استهلاك المكسرات يحسن مستويات الدهون في الدم ويوفر حماية صحة القلب. وقد أجرى القسم أبحاثًا حول اللوز والفول السوداني والجوز والمكسرات بشكل عام ويشمل دراسات التدخل السريري والدراسات الوبائية. تتوفر نتائج من 19 استفسارًا منفصلًا على موقع القسم على دراساتهم حول الجوز.

## بحوث نباتية
قسم التغذية في جامعة لوما ليندا قد كرس بحوثا واسعة لدراسة التغذية والآثار الصحية للأغذية النباتية وأنماط النظام الغذائي النباتي القائم. وتشمل البحوث أيضاً تقييم سلامة وكفاية وملائمة أنماط الأكل النباتية، فضلا عن تقييم الأثر المحتمل للأغذية الحيوانية مقابل النباتات على التغذية والتلوث الميكروبي والمخاوف الصحية، وعلى البيئة. كل خمس سنوات، ابتداء من عام 1992، ترعى جامعة لوما ليندا المؤتمر الدولي المعني بالتغذية النباتية. وحضر المؤتمر الخامس، الذي عقد في الفترة من 4 إلى 6 مارس 2008، أكثر من 700 من المتخصصين في مجال البحوث والصحة من أكثر من 40 بلدا. ترأست الدكتورة جوان ساباتي المؤتمرين الأخيرين، وشغلت كلية قسم التغذية منصب رئيس البرنامج العلمي. وقد نشرت وقائع هذه المؤتمرات في المجلة الأمريكية للتغذية السريرية وهي متاحة من خلال موقع الكونغرس. تم إنتاج اثنين من الموارد النباتية من أبحاث القسم. الدكتور جوان ساباتي هو محرر كتاب التغذية النباتية. يحتوي هذا الكتاب على ملخصات الخبراء من جوانب مختلفة من النظام الغذائي القائم على النباتات. ولا يقتصر هذا النظام على توفير وجهات النظر الأخلاقية والدينية من مختلف فترات التاريخ، بل يوفر أيضاً وجهات نظر حديثة بشأن تعزيز الصحة والوقاية من الأمراض. كما أنتج القسم هرم غذائي نباتي، وهو كتيب من 4 صفحات يتضمن إرشادات للوجبات الغذائية النباتية الصحية، وأدلة التقديم وغيرها من عادات نمط الحياة الموصى بها.

## أكاديميون
تقدم كلية الصحة العامة في جامعة لوما ليندا، قسم التغذية، برامج تؤدي إلى درجة الماجستير في الصحة العامة ودكتوراه الصحة العامة .. وتشمل هاتان الشهادتان عنصر عملي ميداني وإعداد الطلاب للجلوس لامتحان التسجيل للجنة التسجيل في النظام الغذائي ليصبح مسجلاً. كما يقدم القسم درجة الماجستير في التغذية من خلال كلية الدراسات العليا في مجالات العلوم الغذائية والتغذية السريرية.

## روابط خارجية
- Loma Linda University Nut Studies
- International Congress on Vegetarian Nutrition
- Loma Linda University School of Public Health